# Legge di Wien

Intensità di emissione del corpo nero in funzione della lunghezza d'onda per varie temperature (assolute).

In fisica la legge di Wien, detta anche legge dello spostamento di Wien, è una legge fisica sperimentale, scritta dal fisico tedesco Wilhelm Wien nel 1893, che consente di individuare per quale lunghezza d'onda {\displaystyle \lambda _{max}} è massima l'emissione radiativa di un corpo nero di massa generica posto a una certa temperatura {\displaystyle T}.

## Descrizione

### Formulazione
{\displaystyle \lambda _{max}=b/T}
dove:
- {\displaystyle b=2{,}8977685(51)\times 10^{-3}\,\mathrm {m\;K} } (valore raccomandato dal CODATA nel 2002) viene detta costante dello spostamento di Wien ({\displaystyle b={\frac {1}{5}}c_{2}} dove {\displaystyle c_{2}=1{,}44\,\mathrm {cm\;K} } ed è detta seconda costante di radiazione). Espresso con una funzione matematica, il prodotto temperatura-lunghezza d'onda è rappresentato come segue:

{\displaystyle T\cdot \lambda _{max}={\frac {h\cdot c}{k_{B}{\bigl [}5+W(-5e^{-5}){\bigr ]}}}}
- {\displaystyle T} è la temperatura assoluta, ossia misurata in kelvin, della sorgente (corpo nero);

- {\displaystyle \lambda _{max}} è lunghezza d'onda per la quale è massima la radianza spettrale (non è quindi la massima lunghezza d'onda irradiata dal corpo)[1];

- {\displaystyle h} è la costante di Planck;

- {\displaystyle c} è la velocità della luce nel vuoto;

- {\displaystyle k_{B}} è la costante di Boltzmann;

- {\displaystyle W(x)} è la Funzione W di Lambert.

### Interpretazione
La legge di Wien mostra come la densità di energia emessa in funzione della frequenza o della lunghezza d'onda da parte di un corpo nero a una certa temperatura, abbia un picco che si sposta verso le basse frequenze al diminuire della temperatura stessa.
All'aumentare della temperatura il massimo di emissione si sposta verso lunghezze d'onda minori e quindi energie maggiori. Se ne deduce che al variare della temperatura del corpo varia il colore. Si introduce quindi il concetto di temperatura di colore, quale la temperatura cui corrisponde un ben determinato massimo di emissione. Questo è per esempio il metodo utilizzato per capire quale sia la temperatura di forni particolarmente potenti per i quali è chiaramente impossibile pensare all'utilizzo di un comune termometro. In pratica, più caldo è un oggetto, più corta è la lunghezza d'onda a cui questo emetterà radiazione. Per esempio, la temperatura superficiale del Sole è di 5 777 K (5 504 °C), il che dà un picco massimo di emissione a 501,6 nanometri (1,975×10−5 in) corrispondente al colore ciano-verde.
Come si può vedere nella voce sul colore, questa lunghezza d'onda non è al centro dello spettro visibile, poiché quest'ultimo è anche il risultato della diffusione ottica della luce da parte dell'atmosfera terrestre la quale rende lo spettro solare della luce diretta meno presente delle "componenti blu" (viola, indaco, blu, ciano, verde) e dell'adattamento delle pupille all'intensità della luce solare che impone un apposito bilanciamento del colore. Una lampadina ha un filamento luminoso con una temperatura leggermente più bassa, che risulta in un'emissione di luce gialla, mentre un oggetto che si trovi al "calor rosso" è ancora più freddo.

### Dimostrazione
La legge di Wien si ricava andando a considerare per quale lunghezza d'onda si ha un massimo di emissione. Per fare questo bisogna prima passare all'espressione della distribuzione spettrale in funzione di {\displaystyle \lambda \ }:
{\displaystyle \rho _{\omega }d\omega =\rho _{\omega }{\frac {d\omega }{d\lambda }}d\lambda =\rho _{\lambda }d\lambda \ }
{\displaystyle \omega =2\pi {\frac {c}{\lambda }}\ }
{\displaystyle d\omega =-{\frac {2\pi c}{\lambda ^{2}}}d\lambda \ }
perciò: 
{\displaystyle \rho _{\omega }d\omega ={\frac {\eta ^{3}{\frac {(2\pi c)^{3}}{\lambda ^{3}}}\hbar }{\pi ^{2}c^{3}{\Bigl [}e^{\frac {2\pi \hbar c}{\lambda kT}}-1{\Bigr ]}}}\left({\frac {-2\pi c}{\lambda ^{2}}}\right)d\lambda \ }
e infine:
{\displaystyle \rho _{\lambda }d\lambda ={\frac {8\pi hc\eta ^{3}}{\lambda ^{5}{\Bigl [}e^{\frac {hc}{\lambda kT}}-1{\Bigr ]}}}d\lambda \ }
Per semplificare i calcoli poniamo:
{\displaystyle x={\frac {hc}{\lambda kT}}\ }
e troviamo il massimo della funzione spettrale derivando rispetto a x:
{\displaystyle {\frac {d\rho _{\lambda }}{dx}}=0\quad \Longrightarrow \quad e^{-x}+{\frac {x}{5}}-1=0\ }
La precedente è un'equazione trascendente la cui soluzione approssimata è {\displaystyle x=x_{0}=4{,}9651}, quindi
{\displaystyle {\frac {hc}{\lambda _{max}kT}}=x_{0}=cost\ }
e infine
{\displaystyle \lambda _{max}T=b\ }
con b costante, 
{\displaystyle b=2{,}8978\cdot 10^{-3}{\text{ m K}}}
Oggi questa legge viene derivata dalla legge di Planck imponendo le condizioni di massimo e operando la sostituzione:
{\displaystyle y={\frac {hc}{\lambda _{max}k_{B}T}}}
dove h è la costante di Planck, c è la velocità della luce espressa in metri al secondo, kB è la costante di Boltzmann e T è la temperatura del corpo nero espressa in kelvin.
La ricerca del massimo si riduce così alla risoluzione dell'equazione:
{\displaystyle y=5\,(1-e^{-y})}
La cui radice approssimata è {\displaystyle y=4,965114231}.
Derivando invece la legge di Planck rispetto alle frequenze e uguagliando a zero (per ricavare il massimo), e operando la sostituzione:
{\displaystyle x={\frac {h\nu _{max}}{k_{B}T}}}
dove νmax è la frequenza espressa in hertz del massimo di energia, si ha da risolvere l'equazione 
{\displaystyle x=3\;(1-e^{-x})}
che porta alla relazione:
{\displaystyle h\nu _{max}=2{,}821439372\;k_{B}T}
Sostituendo i valori alle costanti numeriche si può riscrivere:
{\displaystyle {\frac {\nu _{max}}{T}}=5{,}8789327(75)\times 10^{10}\ \mathrm {Hz\,K^{-1}} }
Come scritto nell'articolo sul corpo nero, è importante osservare che l'espressione di Planck non va intesa in alcun modo come una funzione nel senso ordinario, bensì come una funzione generalizzata nel senso delle distribuzioni, cioè essa ha valore soltanto in espressioni integro-differenziali: pertanto la lunghezza d'onda in corrispondenza della quale, a una data temperatura, vi è il massimo di emissione, non corrisponde alla frequenza a cui, alla medesima temperatura, vi è il massimo di emissione.

### Annotazioni
1. ↑  da non confondere con il decadimento radioattivo